# فيكتور بوريسوفيتش شكلوفسكي
فيكتور بوريسوفيتش شكلوفسكي (الروسية: Ви́ктор Бори́сович Шкло́вский) (سانت بطرسبورغ 24 يناير 1893 ـ موسكو 6 ديسمبر 1984) هو كاتب وأديب روسي، قدم مساهمته إلى الشكلية الروسية بمقالتة "الفن من أجل الفن"، الذي نشر في عام 1917، والعديد من المقالات النظرية. طرح بعض المفاهيم الأساسية للنظرية الشكلية، والأعمال الفنية ذات الطابع التقليدي، ومجموعة من التقنيات المستخدمة على نفس المؤلف، وأيضاً بالنسبة للنظرية القطيعة (straniamento).

## وصلات خارجية
- فيكتور بوريسوفيتش شكلوفسكي على موقع IMDb (الإنجليزية)
- فيكتور بوريسوفيتش شكلوفسكي على موقع الموسوعة البريطانية (الإنجليزية)
- فيكتور بوريسوفيتش شكلوفسكي على موقع الموسوعة البريطانية (الإنجليزية)
- فيكتور بوريسوفيتش شكلوفسكي على موقع قاعدة بيانات الفيلم (الإنجليزية)